# 越豆藤属
越豆藤属（学名：Weizhia）为豆科的一个属。属名Weizhia以浙江籍豆科分类专家、浙江自然博物馆原馆长韦直先生(1929–)的名字命名。

## 下属物种
本属包括以下物种：
- 越豆藤 Weizhia pentaphylla G. Y. Li, Z. H. Chen, K. W. Jiang & B. Pan bis, 2023[1]